# Vor Frue Kirke, Århus
Vor Frue Kirke är den äldsta och en av de största kyrkorna i Århus i Danmark. Den finns i stadens historiska centrum, inte långt från Århus domkyrka. Vor Frue Kirke har också varit domkyrka – innan den nuvarande Århus domkyrka (som också kallas Sankt Klemens Kirke) togs i bruk på 1200-talet.
På 1950-talet återupptäcktes en äldre kyrka under den nuvarande vid en renovering av kyrkan och anslutande byggnadskomplex.
Vor Frue Kirke sägs vara den äldsta i ursprungligt skick bevarade stenkyrkan i Norden. För övrigt har sedan dess ytterligare en renovering skett, år 2000.

## Allmän historik
Kyrkan var ursprungligen känd som Sankt Nikolaj Kirke ("Sankt Nikolai kyrka") och utvidgades sedermera såsom kloster år 1240. I detta kloster utgjorde kyrkan den södra längan.
Efter reformationen i Danmark ändrades namnet till Vor Frue Kirke, eftersom jungfru Maria enligt vissa lutherska skolor var det enda accepterade helgonet. Kristian III (reformationskungen) befallde att kyrkan efter reformationen skulle fungera som hospital för sjuka och fattiga. Kyrkan blev dock efterhand församlingskyrka för området. 
Mellan 1250 och 1500 utvidgades kyrkan kraftigt, bland annat med ett nytt torn.

## Den underjordiska kyrkan (kryptan)

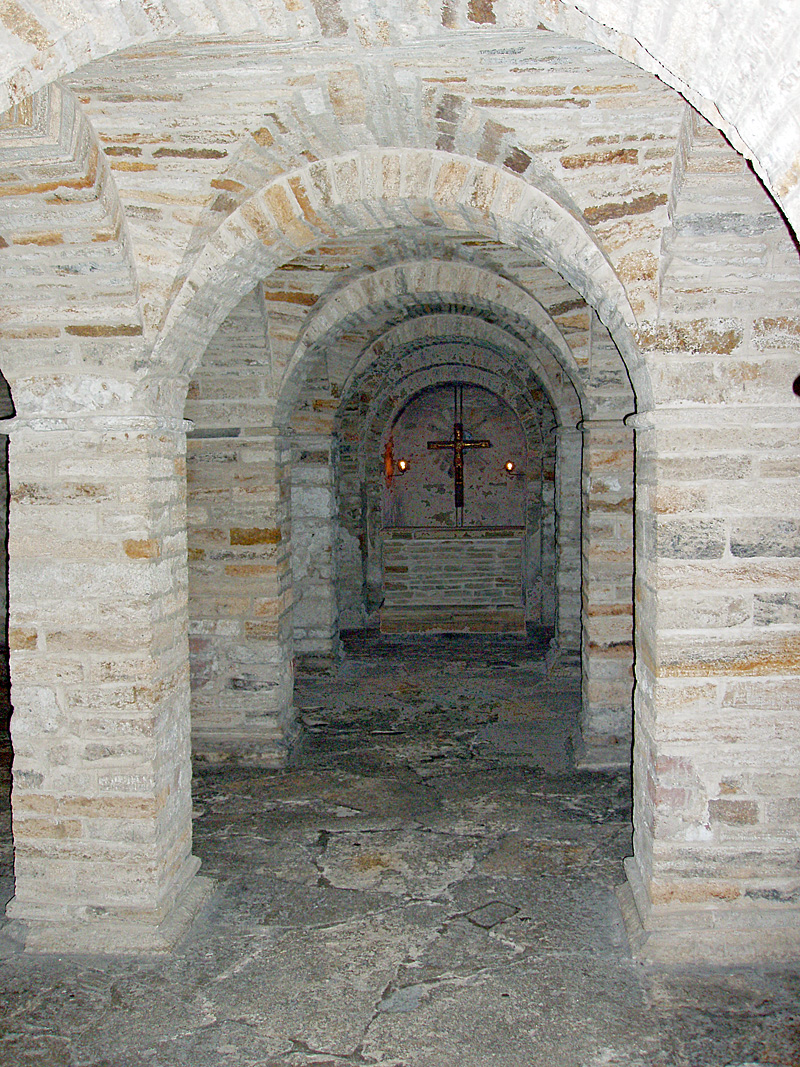
Den underjordiska kyrkan (kryptan) under den nuvarande kyrkan

Den underjordiska kyrka, som upptäcktes på 1950-talet, sägs vara den äldsta i ursprungligt skick bevarade stenkyrkan i Norden. Den ligger under Vor Frue Kirkes huvudbyggnad och byggdes år 1060, efter att den äldre träkyrkan hade bränts ner vid ett angrepp på staden. Efter upptäckten restaurerades kryptan och den återinvigdes den 10 november 1957. Gudstjänst hålls numera en gång i veckan i kryptan.
Vid restaureringen, som utfördes av det danska Nationalmuseet, hittades två gravar - i den ena fanns ett barn och i den andra en vuxen. Dessutom hittades 23 mynt från 1300-talet. Fem av dem var från Lübeck och resten från Hamburg.

## Historik bakom den underjordiska kyrkan
Kyrkan byggdes från början i ett försök att försvaga ärkebiskopen av Hamburg-Bremen som hade ett avsevärt inflytande över kyrkliga frågor i Danmark såsom den danska kyrkans överhuvud. Kung Sven Estridsson (1047-1074) delade upp Danmark i åtta stift, och år 1060 blev Christian den första biskopen av Århus. Den underjordiska kyrkan byggdes samma år.
Ungefär 1080 byggdes en ny och större kyrka som uppkallades efter Sankt Nikolaus, precis som många andra danska kyrkor under denna tid. 1180 omnämns den som Århus första katedral, men revs ner när dominikanerna kom till staden. 
Vad som hände med kyrkan under de följande århundradena finns det ingen information om. Vid någon tidpunkt murades utrymmena igen och användes som lagerlokal tills kyrkan själv blev bortglömd.

## Klostret
Det exakta året klostrets upprättande är inte känt. Flera källor pekar på åren 1227 och 1239, men det är allmänt antaget att klostret blev färdigbyggt ungefär år 1240. Idag är klostret en självstyrande institution ledd av en vald styrelse. 
Klostret skildes sedan från Vor Frue Kirke under reformationen då Kristian III (1534-1559) bestämde att ett hospital skulle inrättas i byggnaden. 1888 gjordes en del av klostret till kyrka för klostrets medlemmar, som idag mest består av äldre personer.